# Museum für Moderne Kunst
Le Museum für Moderne Kunst (ou MMK) est un musée d'art moderne et contemporain situé à Francfort-sur-le-Main. Il a ouvert en 6 juin 1991.

## Bâtiment
La construction du musée, en raison de sa forme triangulaire appelé populairement « morceau de gâteau », a été réalisée par l'architecte viennois Hans Hollein.

## Collections
- Jasper Johns : Target (1966).
- Roy Lichtenstein : Yellow and Green Brushstrokes (1966).

## Expositions
- A Tale of Two Worlds, 2017[1]